# Kose község
Kose község (észtül: Kose vald) közigazgatási egység Észtország Harju megyéjében. Székhelye Kose kisváros.
A közigazgatási egységet 1992. január 16-án hozták létre. Területe nagyrészt megegyezik az egykori történelmi Kose egyházközséggel. 2013. október 26-án a megszűnt Kõue községet Kose községhez csatolták. Lakossága 2015. november 1-jén 7153 fő volt.
A községi elöljáró (polgármester) 2013. december 3-tól Merle Pussak. 

## Települések

### Kisvárosok
A községben öt kisváros (alevik) található: Ardu, Habaja, Kose, Kose-Uuemõisa és Ravila.

### Falvak
A községhez 58 falu (küla) tartozik: Aela, Ahisilla, Alansi, Harmi, Kadja, Kanavere, Kantküla, Karla, Kata, Katsina, Kirivalla, Kiruvere, Kolu, Krei, Kuivajõe, Kukepala, Kõrvenurga, Kõue, Laane, Leistu, Liiva, Lutsu, Lööra, Marguse, Nutu, Nõmbra, Nõmmeri, Nõrava, Ojasoo, Oru, Pala, Palvere, Paunaste, Paunküla, Puusepa, Rava, Raveliku, Riidamäe, Rõõsa, Saarnakõrve, Sae, Saula, Silmsi, Sõmeru, Sääsküla, Tade, Tammiku, Triigi, Tuhala, Uueveski, Vahetüki, Vanamõisa, Vardja, Vilama, Virla, Viskla, Võlle és Äksi.

## Torábbi információ
- Kose község honlapja